# 마자방 문화

마자방 문화의 범위

마자방 문화(馬家浜文化, Majiabang culture, 기원 전 5000년경-기원 전 4000년경)는 중국에 존재한 신석기 시대의 문화로 장강 하구 부근의 태호에서 항저우만 북안에 걸친 지역(현재의 장쑤성 남부에서 저장성 북부)에 퍼져 있었다.

## 개요
1959년 저장성 자싱 시의 마자방(馬家浜)에서 신석기 시대의 유적(마자방 유적)이 발견되었다. 처음에는 1951년에 장쑤 성 북부 화이안 시의 칭롄강(青蓮崗)에서 발견되어 1958년에 명명된 칭롄강 문화(青蓮崗文化, Qingliangang culture, 황하 하류의 양사오 문화나 다원커우 문화에 영향을 받음)의 일부라고 생각되었지만, 후에 장쑤성 북부의 칭롄강 문화의 유적과는 다른 문화인 것이 밝혀져, 1977년에 마자방 유적의 이름을 따서 정식으로 《마자방 문화》로 이름 붙여졌다.
마자방 문화는 같은 장강 하구에 있으면서 항저우만의 남안에서 저우산 군도에 걸쳐 존재한 허무두 문화와 거의 같은 시기에 존재하고 있었지만, 1,000년 이상 다른 문화로서 공존하면서 교류하고 있었다고 생각할 수 있다. 마자방 문화 다음에 등장한 송저 문화나 그 후의 량주 문화와 같이, 마자방 문화도 태호 일대에 분포하고 있었다. 마자방 문화의 발견은 장강 유역이 하류 지역과 같이 문명의 요람지였던 것을 보여주고 있다.
마자방 문화의 사람들은 쌀을 재배하고 있었다. 차오쎄산 유적(草鞋山遺跡)에서는 논의 흔적이 발견되었다. 그러나 유적에서는 돼지의 사육하고 있었던 흔적이나, 노루 등도 발견되고 있어 그 시대의 사람들이 동물의 수렵이나 사육도 실시하고 있었고, 농업에는 전면적으로 의존하지 않았던 것을 알 수 있다. 또 비취 등으로 만든 장신구나 비교적 높은 온도로 구운 홍도, 의복 섬유 등도 발견되었다.

## 같이 보기
- 중국의 신석기 문화 목록
- 장강 문명
- 양사오 문화
- 다원커우 문화
- 허무두 문화